# Habitam Alemu
Habitam Alemu Bayih (Merawi, 9 luglio 1997) è una mezzofondista etiope.

## Biografia
Nata a Merawi, in Etiopia, è stata incoraggiata a correre da un insegnante di scuola che l'ha iscritta alla sua prima gara, che poi ha vinto. Continuò ad essere incoraggiato da suo fratello e iniziò ad allenarsi duramente e dopo aver corso nel campionato nazionale, fu invitato a unirsi ad una squadra di Addis Abeba.

## Record nazionali
Seniores
- 1000 metri piani: 2'34"11 ( Pliezhausen, 8 maggio 2022)

## Progressione

### 800 metri ostacoli
| Stagione | Misura  | Luogo          | Data      | Rank. Mond. |
| -------- | ------- | -------------- | --------- | ----------- |
| 2023     | 1'58"59 | Forbach        | 28-5-2023 |             |
| 2022     | 2'00"37 | Eugene         | 22-7-2022 |             |
| 2021     | 1'57"56 | Tokyo          | 3-8-2021  |             |
| 2020     | 2'00"11 | Doha           | 25-9-2020 |             |
| 2019     | 1'59"25 | Palo Alto      | 30-6-2019 |             |
| 2018     | 1:56.71 | Monaco         | 20-7-2018 |             |
| 2017     | 1'57"05 | Zurigo         | 24-8-2017 |             |
| 2016     | 1'58"99 | Rio de Janeiro | 17-8-2016 |             |
| 2015     | 2'01"27 | Tomblaine      | 1-7-2015  |             |

### 800 metri piani indoor
| Stagione | Misura  | Luogo    | Data      | Rank. Mond. |
| -------- | ------- | -------- | --------- | ----------- |
| 2024     | 1'57"86 | Toruń    | 6-2-2024  |             |
| 2022     | 2'01"12 | Belgrado | 19-3-2022 |             |
| 2021     | 1'58"19 | Toruń    | 17-2-2021 |             |
| 2020     | 2'02"04 | Lievin   | 19-2-2020 |             |
| 2019     | 1'59"49 | Toruń    | 6-2-2019  |             |
| 2018     | 1'59"69 | Lievin   | 13-2-2018 |             |
| 2017     | 2'02"38 | Boston   | 28-1-2017 |             |
| 2016     | 2'01"31 | Eaubonne | 9-2-2016  |             |

## Palmarès
| Anno | Manifestazione      | Sede           | Evento      | Risultato  | Prestazione | Note                                     |
| ---- | ------------------- | -------------- | ----------- | ---------- | ----------- | ---------------------------------------- |
| 2015 | Mondiali            | Pechino        | 800 m piani | Batteria   | 2'03"19     | [ 2 ]                                    |
| 2015 | Giochi panafricani  | Brazzaville    | 800 m piani | 4ª         | 2'02"29     | [ 3 ]                                    |
| 2016 | Mondiali indoor     | Portland       | 800 m piani | 6ª         | 2'04"61     | [ 4 ]                                    |
| 2016 | Olimpiadi           | Rio de Janeiro | 800 m piani | Semifinale | 2'00"07     | [ 5 ]                                    |
| 2017 | Mondiali            | Londra         | 800 m piani | Semifinale | 2'00"69     | [ 6 ]                                    |
| 2018 | Mondiali indoor     | Birmingham     | 800 m piani | 4ª         | 2'01"10     | [ 7 ]                                    |
| 2018 | Campionati africani | Asaba          | 800 m piani | Bronzo     | 1'58"86     |                                          |
| 2021 | Olimpiadi           | Tokyo          | 800 m piani | 6ª         | 1'57"56     | Miglior prestazione personale stagionale |
| 2022 | Mondiali indoor     | Belgrado       | 800 m piani | 7ª         | 2'03"37     | [ 8 ]                                    |
| 2022 | Mondiali            | Eugene         | 800 m piani | Semifinale | 2'00"37     | [ 9 ]                                    |
| 2023 | Mondiali            | Budapest       | 800 m piani | Semifinale | 2'01"02     | [ 10 ]                                   |
| 2024 | Mondiali indoor     | Glasgow        | 800 m piani | 5ª         | 2'03"89     |                                          |
| 2024 | Giochi olimpici     | Parigi         | 800 m piani | Batteria   | 2'02'19"    |                                          |
| 2025 | Mondiali indoor     | Nanchino       | 800 m piani | Semifinale | 2'05"44     |                                          |

## Campionati nazionali
2021
- 6ª ai campionati etiopi, 1500 m piani - 4'15"7

## Altre competizioni internazionali
2016
- Argento al Doha Diamond League ( Doha), 800 m piani - 1'59"14

2017
- Oro al Birmingham Grand Prix ( Birmingham), 800 m piani - 1'59"60

2018
- Bronzo al Doha Diamond League ( Doha), 1500 m piani - 4'01"41
- Bronzo ai Bislett Games ( Oslo), 800 m piani - 1'58"58
- Bronzo all'Athletissima ( Losanna), 800 m piani - 1'58"38

2019
- Argento al Bauhaus-Galan ( Stoccolma), 800 m piani - 2'01"26
- Argento al Meeting Mohammed VI de Rabat ( Rabat), 800 m piani - 1'59"90

2020
- 4ª al Doha Diamond League ( Doha), 800 m piani - 2'00"11
- Bronzo al Golden Spike ( Ostrava), 800 m piani - 2'01"06

2021
- 5ª all'Herculis ( Monaco), 800 m piani - 1'57"71
- 4ª al Memorial Van Damme ( Bruxelles), 800 m piani - 1'59"01

2022
- 12ª al Golden Gala Pietro Mennea ( Roma), 1500 m piani - 4'07"43
- 4ª al Doha Diamond League ( Doha), 800 m piani - 2'00"02

2024
- 10ª al Prefontaine Classic ( Eugene), 1500 m piani - 4'00"44
- Argento al Meeting international Mohammed VI d'athlétisme de Rabat ( Marrakech), 800 m piani - 1'57"70
- 4ª al Doha Diamond League ( Doha), 800 m piani - 1'59"08
- 6ª al Memorial Van Damme ( Bruxelles), 800 m piani - 1'59"81